# Ffotogallery
Die  Ffotogallery ist die nationale Agentur für Fotografie in Wales.

## Geschichte
Die Ffotogallery wurde 1978 gegründet und befindet sich nun an zwei Standorten. Hauptsitz ist das Chapter Arts Centre im Zentrum der Hauptstadt Cardiff, während sich die Galerie im Turner House in Penarth befindet.

## Galerie für aktuelle Fotokunst
Die Agentur ist eine nationale Organisation und hat als solche ein Ausstellungsprogramm mit Künstlern aus Wales und dem Rest der Welt. Von der Ffotogallery gibt es auch Wanderausstellungen sowie Kooperationen mit anderen Organisationen und internationalen Galerien sowie Workshops.
Die Ffotogallery arbeitet auch mit Film und Video, Installation, auch Digitale Medien spielen eine Rolle.

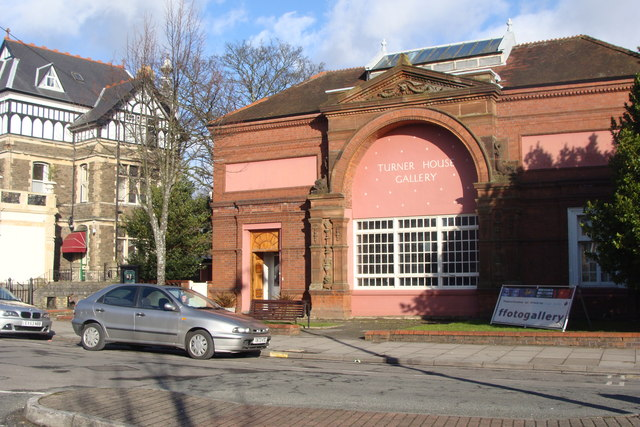
Ffotogallery im Turner House, Penarth

## Wichtige Ausstellungen
Zu wichtigen Projekten in den letzten drei Jahrzehnten gehören The Valleys Projekt, A470 und Barrage. Auch Werke von Fotografen wie Keith Arnatt, Josef Koudelka, Peter Finnemore, Willie Doherty, Wendy McMurdo, John Davies, Catherine Yass und Bedwyr Williams. Einige dieser Werke befinden sich jetzt in den nationalen Sammlungen in Wales, oder sie sind vom British Council und dem Arts Council of Wales erworben worden.
Direktor ist David Drake (Stand: 2012).